# Béatrice de Coimbra
Pour les articles homonymes, voir Béatrice de Portugal.
L'infante Béatrice de Coimbra (1435-1462) est le cinquième enfant de l'infant Pierre de Portugal, duc de Coimbra, et d'Isabelle d'Urgell.
Après la bataille d'Alfarrobeira, où l'armée de son père est vaincue par l'armée royale portugaise, elle quitte le pays et se réfugie en Bourgogne, sous la protection de sa tante Isabelle de Portugal, mariée au duc Philippe le Bon.
En 1453, Béatrice épouse Adolphe de Clèves, seigneur de Ravenstein et neveu de Philippe le Bon. Ils ont deux enfants :
- Philippe de Clèves (1456-1528),
- Louise de Clèves (1457-1458).

Elle meurt à Bruges en 1462, selon la rumeur d'un empoisonnement.